# Tausa (ort)
Tausa är en ort i Colombia.   Den ligger i departementet Cundinamarca, i den centrala delen av landet, 70 km norr om huvudstaden Bogotá. Tausa ligger 2 992 meter över havet och antalet invånare är 895.
Terrängen runt Tausa är kuperad. Runt Tausa är det ganska tätbefolkat, med 78 invånare per kvadratkilometer. Närmaste större samhälle är La Mesa, 8,0 km norr om Tausa. Trakten runt Tausa består i huvudsak av gräsmarker.